# 喇嘛洞召
喇嘛洞召，清朝赐名“广化寺”，位于内蒙古自治区呼和浩特市土默特左旗毕克齐镇，是一座藏传佛教格鲁派寺院。喇嘛洞召是呼和浩特地区“八小召”之一。

## 历史
喇嘛洞召位于呼和浩特旧城西北大约80多里的大青山南麓，地处今土默特左旗境内。因位于东喇嘛洞召以西（崇禧寺），故又称“西喇嘛洞召”。
相传，该寺由来自西藏的高僧察罕博格达活佛于明朝万历初年兴建。该寺是呼和浩特地区兴建的第一座藏传佛教寺院。21世纪初，喇嘛洞召一层外面悬挂的一块黄色牌子上写着：“喇嘛洞俗称银洞，是开山祖师博格达察罕喇嘛修行的山洞。博格达察罕喇嘛于明朝万历年间在此山洞长斋诵经，坐禅苦修，收徒度众，讲经说法，1627年（明天启七年）坐化。众弟子将其灵体以坐姿密闭于山洞内，被尊为一世活佛，后将山洞修为佛寺。从1658年（清顺治十五年）开始，在山下修建殿堂，形成广化寺。”博格达察罕喇嘛是来自西藏的一位高僧，曾游历呼和浩特地区的不少地方，最后在喇嘛洞召一带修行，还在此建造了喇嘛洞召。博格达察罕喇嘛圆寂后，其弟子查干·迪彦齐、察哈尔·迪彦齐、额尔德尼·迪彦齐继承其衣钵，在明末清初于呼和浩特地区先后建造什报气召（慈寿寺）、乌素图召（广寿寺）、东喇嘛洞召（崇禧寺），并分别成为各寺的第一代活佛。
另一种说法称，明朝崇祯初年，道宝迪彦齐赤列扎木素喇嘛始建该寺。这种说法和上述第一种说法相矛盾，无法断定哪种说法为实。
清朝顺治十五年（1658年），在银洞山下扩建该寺殿堂。康熙五十八年（1719年）、乾隆四十八年（1783年）扩建。乾隆四十九年（1784年），清廷赐寺名“广化寺”。
喇嘛洞召的属召有珠尔沟召、阿鲁板召、祝乐庆召、明安召、黑格林召等10余座，就连包头的沙尔沁召（西广化寺）也是喇嘛洞召的属召。

## 建筑
喇嘛洞召依山而建，与悬崖峭壁合为一体。喇嘛洞召三面环山，东为铜山，西为狮山，中间有奇峰耸立。召庙两旁遍布怪石，松柏参天。
喇嘛洞召由前、后两寺组成。
- 前寺：有天王殿3间，供奉四大天王。大经堂49间，为两层楼，每层7楹。大殿25间，供奉三世佛，殿前悬挂着蒙古文、满文、汉文、藏文4种文字烫金的“广化寺”匾额。二殿是欢喜佛殿。东、西八角楼供奉十八罗汉以及观音菩萨。各个殿的佛像多是用黄铜铸成，制作精美。前寺还有佛爷府、禅房、僧房等建筑，以及多座白塔。[2]
- 后寺：位于银洞山半山腰，和银洞连成一体，倚山楼三层，是一座藏式楼房，楼内有全寺最大的坐佛塑像。[2]
- 喇嘛洞（银洞）：根据记载，喇嘛洞召一世活佛博格达察罕喇嘛早期便在这里修行。传说过去博格达察罕喇嘛的遗体存放在洞内。清朝诗人范大元作《喇嘛洞》诗：“洞里人何在？寻来总未逢。石床高卧处，只有绿苔封。”1985年，土默特左旗人民政府重修此洞，将博格达察罕喇嘛的灵骨迎请到佛爷府供奉。过去洞内收藏有释迦摩尼佛、十八罗汉、欢喜佛、观音菩萨、弥勒佛雕像，还有绢本的经文。[2]
- 其他：喇嘛洞召的124级石阶直抵山脚下，东侧悬崖上有大小不同的摩崖造像多处。[2]

在岩洞旁边的100多米长、2米多高的岩石上，刻有古代蒙古文、藏文、梵文，还刻有十几尊佛像。这些岩刻有不少名人题记落款，其中包括温布洪台吉，以及彭顺召喇嘛的记名。温布洪台吉是16世纪土默特部领主阿拉坦汗之孙。
此处岩刻采用浮雕技法，线条粗犷，形象生动，是呼和浩特地区最为精美的岩刻之一。《土默特左旗志》记载：“银洞山唐古特经字，在毕克齐镇北喇嘛洞（广化寺）银洞山崖上，凡数十处，单刻一字者，大至五六尺，小亦尺许。镌经文者，字大者二三寸，小仅寸许。风雨侵蚀，大多不易辨认。”“喇嘛洞银洞山山崖上，有大小摩岩造像多尊，为释迦、弥勒、长寿、药师等佛像，还有菩萨及各种护法神像。大者数尺，小者不足一尺。”